# Nikołaj Wasilew
Nikołaj Wasilew Wasilew, bułgarski Николай Василев Василев (ur. 28 listopada 1969 w Warnie) – bułgarski ekonomista, finansista i polityk, w latach 2001–2005 wicepremier, minister gospodarki (2001–2003), minister transportu i komunikacji (2003–2005) oraz minister administracji i reformy administracyjnej (2005–2009), deputowany do Zgromadzenia Narodowego.

## Życiorys
W 1994 ukończył ekonomię na Uniwersytecie Nauk Ekonomicznych w Budapeszcie. Kształcił się następnie na State University of New York (bachelor’s degree z administracji, finansów i ekonomii z 1995) oraz na Brandeis University (master’s degree z ekonomii i finansów z 1997). W międzyczasie studiował także na Uniwersytecie Keio.
Od 1993 do 2000 pracował jako doradca podatkowy i inwestycyjny w Budapeszcie, Warnie, Tokio, Nowym Jorku i Londynie. W stolicy Wielkiej Brytanii był wiceprezesem przedsiębiorstwa finansowego Lazard Capital Markets.
W 2001 związał się z nowo powstałą partią Narodowy Ruch Symeona Drugiego, dla której opracował program gospodarczy. W lipcu 2001, po wygraniu przez nią wyborów parlamentarnych, został wicepremierem oraz ministrem gospodarki w rządzie Symeona Sakskoburggotskiego. Po reorganizacji gabinetu w lipcu 2003 jego miejsce w resorcie zajęła Lidija Szulewa. Nikołaj Wasilew przejął wówczas obowiązki ministra transportu i komunikacji, pozostając na stanowisku wicepremiera. Po wyborach w 2005 uzyskał mandat posła do Zgromadzenia Narodowego 40. kadencji z listy partii Symeona II. Dzięki jego rekomendacji w sierpniu 2005 wszedł również do gabinetu Sergeja Staniszewa, tworzonego wspólnie z Bułgarską Partią Socjalistyczną i Ruchem na rzecz Praw i Wolności. Objął w nim urząd ministra administracji i reformy administracyjnej, który sprawował do lipca 2009.
W 2009 zrezygnował z aktywności politycznej, został partnerem i dyrektorem zarządzającym Ekspat Kapitał, firmie inwestycyjnej i doradczej.
W lipcu 2021 po przedterminowych wyborach Sławi Trifonow zaproponował jego kandydaturę na premiera, którą jednak wkrótce wycofał.